# Alchemilla turkulensis
Alchemilla turkulensis es una especie de planta del género Alchemilla, perteneciente a la familia Rosaceae.

## Taxonomía
Alchemilla turkulensis fue descrita por Pawł. en 1952.

## Distribución
Se encuentra en el territorio de Polonia y Ucrania.